# St. Louis Film Critics Association Awards 2017
14. ročník předávání cen asociace St. Louis Film Critics Association se konal dne 17. prosince 2017. Nominace byly oznámeny dne 11. prosince 2017.

## Vítězové a nominovaní

### Nejlepší film
Tvář vody
- Lady Bird
- Akta Pentagon: Skrytá válka
- Uteč
- Tři billboardy kousek za Ebbingem

### Nejlepší režisér
Guillermo del Toro – Tvář vody
- Greta Gerwig – Lady Bird
- Denis Villeneuve – Blade Runner 2049
- Steven Spielberg – Akta Pentagon: Skrytá válka
- Jordan Peele – Uteč

### Nejlepší adaptovaný scénář
Scott Neustadter a Michael H. Weber – The Disaster Artist: Úžasný propadák
- Aaron Sorkin – Velká hra
- Chase Palmer, Cary Joji Fukunaga a Gary Dauberman – To
- Virgil Williams a Dee Rees – Mudbound
- James Ivory – Dej mi své jméno

### Nejlepší původní scénář
Tvář vody – Guillermo del Toro a Vanessa Taylor
- Pěkně blbě – Emily V. Gordon a Kumail Nanjiani
- Lady Bird – Greta Gerwig
- Uteč – Jordan Peele
- Tři billboardy kousek za Ebbingem – Martin McDonagh

### Nejlepší herec v hlavní roli
Gary Oldman – Nejtemnější hodina
- James Franco – The Disaster Artist: Úžasný propadák
- Daniel Day-Lewis – Nit z přízraků
- Tom Hanks – Akta Pentagon: Skrytá válka
- Daniel Kaluuya – Uteč

### Nejlepší herečka v hlavní roli
Frances McDormandová – Tři billboardy kousek za Ebbingem
- Sally Hawkins – Tvář vody
- Saoirse Ronan – Lady Bird
- Kristen Stewart – Personal Shopper
- Meryl Streep – Akta Pentagon: Skrytá válka

### Nejlepší herec ve vedlejší roli
Richard Jenkins – Tvář vody
- Sam Rockwell – Tři billboardy kousek za Ebbingem
- Willem Dafoe – The Florida Project
- Woody Harrelson – Tři billboardy kousek za Ebbingem
- Michael Shannon – Tvář vody

### Nejlepší herečka ve vedlejší roli
Laurie Metcalf – Lady Bird
- Holly Hunter – Pěkně blbě
- Hong Chau – Zmenšování
- Kristin Scott Thomas – Nejtemnější hodina
- Octavia Spencer – Tvář vody

### Nejlepší dokument
Jane
- Poslední v Aleppu
- Město duchů
- Čí jsou ulice?
- Never Say Goodbye: The KSHE Documentary

### Nejlepší cizojazyčný film
V písku - Příslib svobody
- First They Killed My Father
- Frantz
- Zkouška dospělosti
- Čtverec

### Nejlepší animovaný film
Coco
- Kapitán Bombarďák ve filmu
- Já, padouch 3
- LEGO Batman film
- S láskou Vincent

### Nejlepší kamera
Roger Deakins – Blade Runner 2049 
- Hoyte van Hoytema – Dunkerk
- Dan Laustsen – Tvář vody
- Bruno Delbonnel – Nejtemnější hodina
- Vittorio Storaro – Kolo zázraků

### Nejlepší střih
Jonathan Amos a Paul Machliss – Baby Driver
- Lee Smith – Dunkerk
- Sidney Wolinsky – Tvář vody
- Valerio Bonelli – Nejtemnější hodina
- Sarah Broshar a Michael Kahn – Akta Pentagon: Skrytá válka

### Nejlepší vizuální efekty
Blade Runner 2049
- Tvář vody
- Kráska a zvíře
- Dunkerk
- Válka o planetu opic

### Nejlepší výprava
Tvář vody
- Kráska a zvíře
- Blade Runner 2049
- Dunkerk
- Nit z přízraků

### Nejlepší skladatel
Jonny Greenwood – Nit z přízraků
- Benjamin Wallfisch a Hans Zimmer – Blade Runner 2049
- Hans Zimmer – Dunkerk
- Alexandre Desplat – Tvář vody
- John Williams – Akta Pentagon: Skrytá válka

### Nejlepší soundtrack
Baby Driver
- Tři billboardy kousek za Ebbingem
- Atomic Blonde: Bez lítosti
- Coco
- Strážci Galaxie Vol. 2

### Nejlepší scéna
The Disaster Artist: Úžasný propadák
- Baby Driver
- Lady Bird
- Atomic Blonde: Bez lítosti
- Dej mi své jméno